# Юсеф Вахба-паша
Юсеф Вахба-паша (араб. يوسف باشا وهبة; 1852–1934) — єгипетський політик і юрист, прем'єр-міністр Єгипту у 1919—1920 роках.